# Yucca schottii

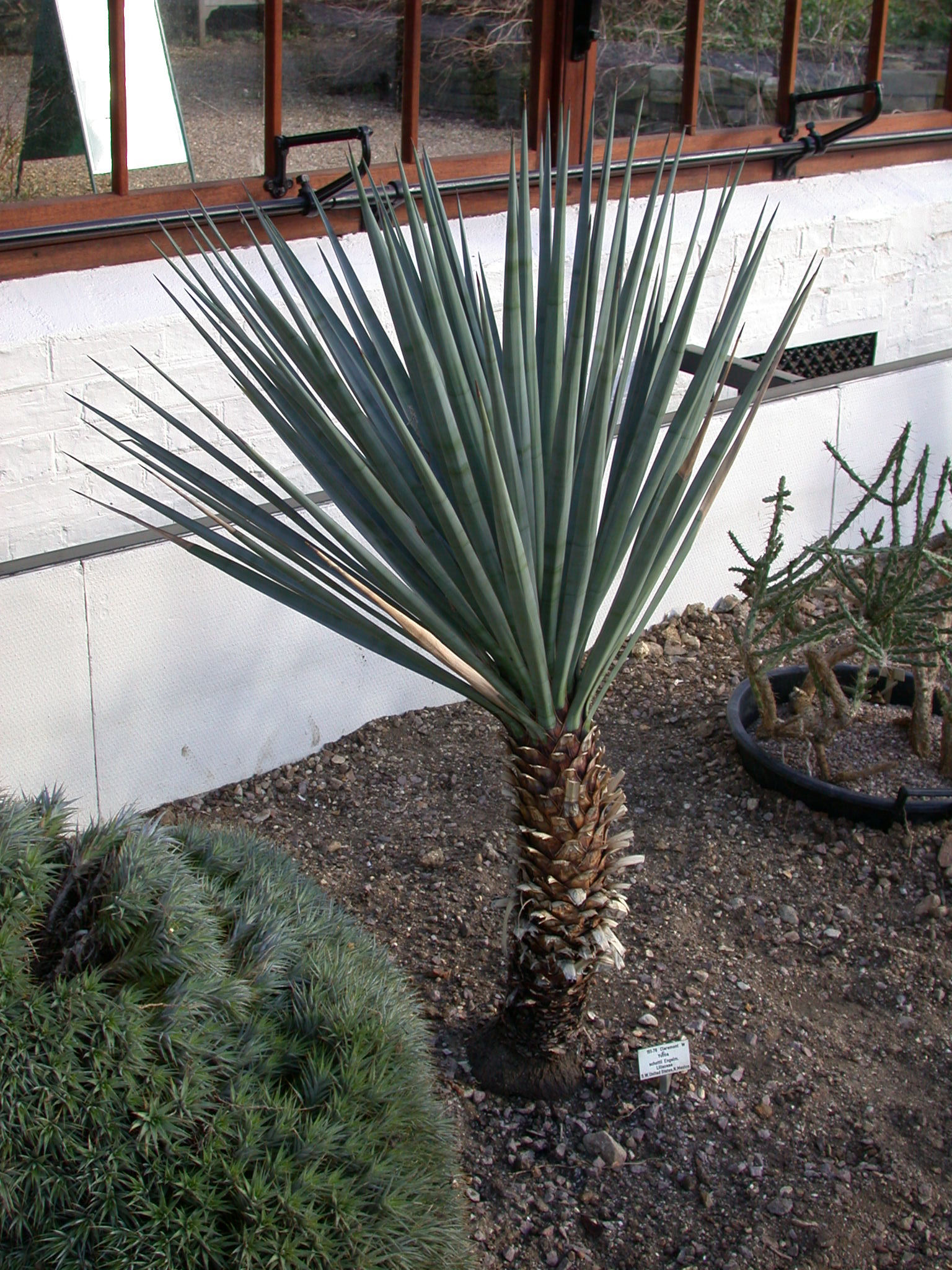
Visió general.

Yucca schottii és una espècie de planta de la família de les Agavàcies, les espècies integrants de la qual són natives del nord i centre d'Amèrica, i en són característiques les seves fulles en forma de roseta. Creixen a les zones àrides i, per tant, s'han adaptat a conservar l'aigua.
Es tracta d'un arbust perenne. És una planta monocàrpica, és a dir, només floreix un cop a la vida, i mor un cop la planta ha disseminat els fruits. Les tiges i fruits de moltes iuques són comestibles, però no s'usen normalment per a això. Tenen un curiós sistema de pol·linització: tenen una relació de mutualisme amb diverses espècies d'arnes. L'arna de la iuca s'encarrega de pol·linitzar des dels estams masculins fins a l'estigma de la flor femenina. Aquesta arna diposita els seus ous a l'ovari de la flor. L'eruga, al néixer, s'alimenta de les llavors de la planta, però en deixa suficients perquè aquesta es reprodueixi. D'aquesta manera la iuca i l'arna treuen profit d'aquesta relació. La Yucca schottii només és pol·linitzada per una espècie concreta d'arna, ja que s'ha donat una coevolució entre aquestes dues espècies.